# Rodney Jones
Rodney Jones (30 agosto 1956) è un chitarrista statunitense di musica jazz.
Rodney Jones è un chitarrista jazz che ha collaborato con Jaki Byard, Chico Hamilton, Dizzy Gillespie, Kenny Kirkland. Ha pubblicato diversi dischi anche come leader. È citato come un chitarrista jazz che usa armonia moderna per quarte.

## Discografia

### Come leader
- 1977: The Liberation of the Contemporary Jazz Guitar (Strata-East) with Bruce Johnson
- 1979: Articulation (Timeless)
- 1981: When You Feel the Love (Timeless)
- 1981: My Funny Valentine (Timeless)
- 1996: The X-Field (Musicmasters)
- 1996: Right Now! (Minor Music)
- 1999: The Undiscovered Few (Blue Note)
- 2001: Soul Manifesto (Blue Note)
- 2003: Soul Manifesto Live (Savant)
- 2005: Dreams and Stories (Savant)
- 2009: A Thousand Small Things (18th & Vine)
- 2011: The Journey of Soul (Independent)
- 2012: The Resonance of Love (Independent)
- 2013: Devotion (Independent)
- 2013: I Dream of the Sea (Independent)